# Enjoy Yourself Tour
Enjoy Yourself Tour je bila prva svetovna turneja Kylie Minogue, ki so jo organizirali za promocijo njenega zelo uspešnega drugega glasbenega albuma, Enjoy Yourself. Ob začetku evropskega dela turneje je Kylie Minogue pričela spreminjati svojo podobo in glasbeni stil ter izdala pesem »Better the Devil You Know«, s katero je nastopala ob koncu turneje.
Čeprav posnetkov iz turneje niso nikoli izdali preko DVD-ja, so maja 2008 izšli preko interneta.

## Seznam pesmi
1. »The Loco-Motion«
2. »Got to Be Certain«
3. »Hand on Your Heart«
4. »Love at First Sight«
5. »Look My Way«2
6. »Made in Heaven«
7. »My Girl« (remix) (nastopila z moškimi spremljevalnimi plesalci)
8. »Tears on My Pillow« (remix)
9. »I Should Be So Lucky«
10. »I Miss You«
11. »Nothing to Lose«
12. Mešano: »Blame It on The Boogie« / »ABC«
13. »Tell Tale Signs«
14. »Je Ne Sais Pas Pourquoi«
15. »Never Too Late«
16. »Wouldn't Change a Thing«

Dodatek
1. »Dance to the Music«
2. »Better the Devil You Know«2
3. »Enjoy Yourself«

1Izvedla le na avstralskem delu turneje

2Izvedla le na evropskem delu turneje

## Datumi koncertov
| Datum           | Mesto       | Država        | Prizorišče                              |
| --------------- | ----------- | ------------- | --------------------------------------- |
| Avstralija      |             |               |                                         |
| 3. februar 1990 | Brisbane    | Avstralija    | Brisbanški center                       |
| 5. februar 1990 | Sydney      | Avstralija    | Sydneyjški center                       |
| 9. februar 1990 | Melbourne   | Avstralija    | Teniška dvorana                         |
| Evropa          |             |               |                                         |
| 17. april 1990  | Birmingham  | Anglija       | Arena NEC                               |
| 18. april 1990  | Birmingham  | Anglija       | Arena NEC                               |
| 19. april 1990  | Birmingham  | Anglija       | Arena NEC                               |
| 21. april 1990  | London      | Anglija       | Arena London Docklands                  |
| 22. april 1990  | London      | Anglija       | Arena London Docklands                  |
| 23. april 1990  | London      | Anglija       | Arena London Docklands                  |
| 25. april 1990  | Belfast     | Severna Irska | King's Hall                             |
| 27. april 1990  | Dublin      | Irska         | Arena RDS                               |
| 28. april 1990  | Dublin      | Irska         | Arena RDS                               |
| 29. april 1990  | Dublin      | Irska         | Arena RDS                               |
| 2. maj 1990     | Whitley Bay | Anglija       | Dvorana Whitley Bay                     |
| 8. maj 1990     | Pariz       | Francija      | La Cigale                               |
| 10. maj 1990    | Cologne     | Nemčija       | Športna dvorana Köln                    |
| 11. maj 1990    | Hamburg     | Nemčija       | Športna dvorana Alsterdorfer            |
| 12. maj 1990    | Bruselj     | Belgija       | Forest National                         |
| 14. maj 1990    | Glasgow     | Škotska       | Škotski razstavni in konferenčni center |
| 15. maj 1990    | Aberdeen    | Škotska       | Arena AECC                              |
| 17. maj 1990    | Birmingham  | Anglija       | Arena NEC                               |
| 18. maj 1990    | London      | Anglija       | Arena Wembley                           |
| Azija           |             |               |                                         |
| 24. maj 1990    | Kowloon     | Hong Kong     | Hongkonški center                       |
| 26. maj 1990    | Bangkok     | Tajska        | Tajski kulturni center                  |

OPOMBA 1: Koncert v Parizu so najprej nameravali izvesti v Le Zénithu, a so ga nazadnje izvedli v La Cigaleu

## Ostali ustvarjalci
Koncept: Kylie Minogue

Glasbeni režiser: Adrian Scott

Administrator: Terry Blamey

Menedžer: Nick Pitts

Menedžer: Alan Hornall

Urejanje odra: Peter McFee

Osvetljevanje: Steve Swift

Asistent: Yvonne Savage 

Koreografija: Venol John

Kostumografinja: Carol Minogue

### Glasbena skupina
Klaviatura: Adrian Scott

Bobni: John Creech

Klaviatura/trobente: Mal Stainton

Bas kitara: James Freud

Kitara: James Jardine

Tolkala: Greg Perano (samo Avstralija)

Spremljevalni vokalisti: Jamie O'Neal (vsi koncerti); Samantha Murphy (samo Avstralija); Lisa Edwards in Nicki Nicholls (samo Evropa in Avstralija)

Gostovalni vokalisti: Ten Wedge: Pat Powell & Mike Scott

Spremljevalni plesalci: Venol John in Richard Allen (vsi koncerti); Simone Kay in Cosima Dusting (samo Evropa in Avstralija); Kevan Allen in Paul Nigel (samo Avstralija)